# Jean Gasztowtt
Pour les articles homonymes, voir Gasztowtt.
Jean Gasztowtt, né le 26 juin 1802 à Šileliai en Lituanie et mort le 9 juillet 1871 à Ruffec en France, est un participant à l'insurrection de 1831 et un émigré polonais.

## Biographie
Né dans une famille noble, il est le frère aîné de Maurice Gasztowtt, né en 1809, qui émigrera lui aussi en France et dont le fils Venceslas Gasztowtt sera un homme de lettres franco-polonais. Il fait des études à l'Université de Vilnius.
Il participe à l'Insurrection lituanienne de 1831 « comme capitaine et comme un des chefs de l'insurrection en Samogitie ».
Le 27 novembre 1833, il arrive à Nevers depuis  Lignières.
Piqueur des Ponts-et-Chaussées en 1835, il est nommé conducteur auxiliaire de 3e classe au canal du Nivernais le 1er février 1839. Il est nommé conducteur auxiliaire de 2e classe le 1er mars 1842 et est muté dans le département de la Drôme le 1er mai 1843. Il démissionne le 29 décembre 1843.
Il se marie le 24 septembre 1844.
Le 22 février 1845, il réintègre son emploi de conducteur auxiliaire de 2e classe des Ponts-et-Chaussées dans le département de la Somme. Il est nommé conducteur auxiliaire de 1re classe le 1er janvier 1847. Il passe dans le département de Seine-et-Marne, au service de la navigation de la Seine, le 1er avril 1847, puis dans le département de la Côte-d'Or le 1er février 1849.
Le 1er janvier 1852, il est nommé conducteur embrigadé de 3e classe. Le 1er juin 1860, il passe dans le département de Seine-et-Oise au service de la Marne, puis le 1er novembre 1860 dans le département de Seine-et-Marne. Le 1er septembre 1861, il est muté en Charente. Le 1er juillet 1864, il est nommé conducteur embrigadé de 2e classe.
Le 19 janvier 1870, un décret l'autorise à établir son domicile en France et lui donne ainsi la jouissance des droits civils.